# Chancelier de l'Échiquier
Le chancelier de l'Échiquier (en anglais : Chancellor of the Exchequer), parfois simplement appelé chancelier, est le ministre du gouvernement du Royaume-Uni chargé des finances et du trésor, à la tête du trésor de Sa Majesté (HM Treasury).
Le poste est considéré comme l'un des quatre grands offices d'État et devient au fil du temps la fonction la plus importante au sein du gouvernement après le Premier ministre du Royaume-Uni. Le chancelier de l'Échiquier est ex officio second lord du Trésor.

## Historique
Historiquement, il s’agit du troisième ministère créé en Angleterre au Moyen Âge par Henri II Plantagenet  sur la base des institutions financières normandes que Guillaume le Conquérant imposa en Angleterre à la suite de la bataille de Hastings. Cette administration avait pour mission de manier les fonds (1er département) et de contrôler les comptes (2e département). Le chef de cette administration était le trésorier, initialement un ecclésiastique jusqu’à la fin du XIVe siècle, assisté de deux deputy chamberlains et quatre barons de l’échiquier. Le nom vient de la table en forme d’échiquier, l’exchequer comme l’a décrit Richard FitzNeal dans son Dialogus de Scaccario.
Jusqu'en 1997, le chancelier était responsable de la politique monétaire et fiscale. À partir de ce moment, la Banque d'Angleterre s’est vue autorisée à fixer de façon indépendante le taux d’intérêt et contrôle désormais la politique monétaire. Le chancelier contrôle également la répartition des fonds budgétaires entre les différents ministères. Néanmoins, le chancelier de l'Échiquier siège toujours au conseil des gouverneurs de la Banque d'Angleterre.
Il ne faut pas confondre le chancelier de l’Échiquier avec le lord chancelier, le Chancelier du duché de Lancaster (titre sans portefeuille), le Chancelier de la haute cour (en) (un magistrat), ou encore le Lord Chief Baron de l’Échiquier, fonction judiciaire qui n’existe plus.
Depuis le 5 juillet 2024, la fonction est occupée par Rachel Reeves, la première femme à occuper le poste.

## Fonction
Le chancelier gère les finances publiques et joue un rôle analogue à celui du ministre des finances dans d’autres pays. Cette fonction est l’une des quatre charges les plus importantes de l’État, et à l’heure actuelle le chancelier est considéré comme le numéro deux du gouvernement britannique, après le Premier ministre. L'un des principaux devoirs du chancelier est d'établir le budget, qui est présenté devant la Chambre des communes.

## Liste des chanceliers de l'échiquier
Note : ceux qui sont marqués avec * ont aussi été Premiers ministres. Ceux qui sont marqués avec † sont morts en mandat.

### Avant 1708: chanceliers d'Angleterre
- Thomas Cromwell, comte d'Essex (1533-1540)
- John Baker (1540-1558)
- Richard Sackville (en) (1559-1566)
- Walter Mildmay (en) (1566-1589)†
- John Fortescue (1589-1603)
- George Home, 1er comte de Dunbar (1603-1606)
- Julius Caesar (1606-1614)
- Fulke Greville (1614-1621)
- Richard Weston (1er comte de Portland) (1621-1628)
- Edward Barrett, 1er lord Barrett de Newburgh (1628-1629)
- Francis Cottington, 1er baron Cottington (1629-1642)
- John Colepeper (1642-1643)
- Edward Hyde (1642-1646)
- Anthony Ashley-Cooper, 1er comte de Shaftesbury (1661-1672)
- John Duncombe (1672-1676)
- John Ernle (1676-1689)
- Henry Booth (1er comte de Warrington), 1er comte de Warrington et 2e baron Delamere (1689-1690)
- Richard Hampden (1690-1694)
- Charles Montagu (1694-1699)
- John Smith (1699-1701)
- Henry Boyle (1er baron Carleton) (1701-1708)

### De 1708 à 1801: chanceliers de Grande-Bretagne
- John Smith (1708-1710)
- Robert Harley (1710-1711)
- Robert Benson (1711-1713)
- William Wyndham (1713-1714)
- Richard Onslow (1714-1715)
- Robert Walpole (1715-1717)*
- James Stanhope, 1er comte Stanhope (1717-1718)
- John Aislabie (1718-1721)
- John Pratt (2 février 1721-1721)
- Robert Walpole (1721-1742)*
- Samuel Sandys (1742-1743)
- Henry Pelham (1743-1754)*†
- William Lee (1754-1754)
- Henry Bilson Legge (1754-1755)
- George Lyttelton (1755-1756)
- Henry Bilson Legge (1756-1757)
- William Murray, 1er Baron Mansfield (1757-1757)
- Henry Bilson Legge (1757-1761)
- William Barrington (2e vicomte Barrington) (1761-1762)
- Francis Dashwood (1762-1763)
- George Grenville (1763-1765)*
- William Dowdeswell (1765-1766)
- Charles Townshend (1766-1767)†
- Frederick North, Lord North (1767-1782)*
- John Cavendish (27 mars 1782-10 juillet 1782)
- William Pitt le Jeune (1782-1783)
- Lord John Cavendish (1783-1783)
- William Pitt le Jeune (1783-1801)*

### Depuis 1801: chanceliers du Royaume-Uni
- Henry Addington (1801-1804)*
- William Pitt le Jeune (1804-1806)*†
- Henry Petty-FitzMaurice (1806-1807)
- Spencer Perceval (1807-1812)*†
- Nicholas Vansittart (1812-1823)
- Frederick John Robinson (1823-1827)*
- George Canning (1827-1827)*†
- Charles Abbott, (1827-1827)
- John Charles Herries (1827-1828)
- Henry Goulburn (1828-1830)
- John Charles Spencer, Viscount Althorp (1830-1834)
- Thomas Denman (1834-1834)
- Robert Peel (1834-1835)*
- Thomas Spring Rice (1835-1839)
- Francis Thornhill Baring (1839-1841)
- Henry Goulburn (1841-1846)
- Charles Wood (1846-1852)
- Benjamin Disraeli (1852-1852)*
- William Ewart Gladstone (1852-1855)
- George Cornewall Lewis (1855-1858)
- Benjamin Disraeli (1858-1859)
- William Ewart Gladstone (1859-1866)
- Benjamin Disraeli (1866-1868)
- George Ward Hunt (1868-1868)
- Robert Lowe (1868-1873)
- William Ewart Gladstone (1873-1874)*
- Henry Stafford Northcote (1874-1880)
- William Ewart Gladstone (1880-1882)*
- Hugh Childers (1882-1885)
- Michael Hicks Beach (1885-1886)
- William Vernon Harcourt (1886-1886)
- Randolph Churchill (1886-1886)
- George Joachim Goschen (1887-1892)
- William Vernon Harcourt (1892-1895)
- Michael Hicks Beach (1895-1902)
- Charles Thomson Ritchie (1902-1903)
- Austen Chamberlain (1903-1905)
- Herbert Henry Asquith (1905-1908)*
- David Lloyd George (1908-1915)*
- Reginald McKenna (1915-1916)
- Andrew Bonar Law (1916-1919)*
- Austen Chamberlain (1919-1921)
- Robert Stevenson Horne (1921-1922)
- Stanley Baldwin (1922-1923)*
- Neville Chamberlain (1923-1924)*
- Philip Snowden (1924-1924)
- Winston Churchill (1924-1929)*
- Philip Snowden (1929-1931)
- Neville Chamberlain (1931-1937)*
- John Allsebrook Simon (1937-1940)
- Kingsley Wood (1940-1943)†
- John Anderson (1943-1945)
- Hugh Dalton (1945-1947)
- Stafford Cripps (1947-1950)
- Hugh Gaitskell (1950-1951)
- Rab Butler (1951-1955)
- Harold Macmillan (1955-1957)*
- Peter Thorneycroft (1957-1958)
- Derick Heathcoat-Amory (1958-1960)
- Selwyn Lloyd (1960-1962)
- Reginald Maudling (1962-1964)
- James Callaghan (1964-1967)*
- Roy Jenkins (1967-1970)
- Iain Macleod (1970-1970)†
- Anthony Barber (1970-1974)
- Denis Healey (1974-1979)
- Geoffrey Howe (1979-1983)
- Nigel Lawson (1983-1989)
- John Major (1989-1990)*
- Norman Lamont (1990-1993)
- Kenneth Clarke (1993-1997)
- Gordon Brown (1997-2007)*
- Alistair Darling (2007-2010)
- George Osborne (2010-2016)
- Philip Hammond (2016-2019)
- Sajid Javid (2019-2020)
- Rishi Sunak (2020-2022)*
- Nadhim Zahawi (juillet-septembre 2022)
- Kwasi Kwarteng (septembre-octobre 2022)
- Jeremy Hunt (2022-2024)
- Rachel Reeves (depuis juillet 2024)